# Kriebelmuggen
De kriebelmuggen (Simuliidae) vormen een grote familie van muggen uit de orde tweevleugeligen (Diptera). Ze zijn nauw verwant aan de knutten (Ceratopogonidae) en de dansmuggen (Chironomidae) en de Thaumaleidae. Er zijn 2163 soorten bekend, de meeste beschreven in het geslacht Simulium (dat in rap tempo wordt opgebroken).

## Kenmerken
Het zijn kleine, zwarte of oranjerode tot grijze insecten met korte pootjes en antennes. Ze zijn herkenbaar aan hun kleine vleugels. De lichaamslengte varieert van 1 tot 5 millimeter.

## Leefwijze
De mannetjes voeden zich voornamelijk met nectar, de vrouwtjes echter zuigen bloed bij zoogdieren, waaronder ook mensen vallen. De beet van de Europese en Noord-Amerikaanse soorten zijn ongevaarlijk en resulteren hoogstens in lichte ontstekingen, jeuk en zwellingen die soms enkele dagen kan aanhouden. Bij huisdieren en vogels is de beet daarentegen aanzienlijk gevaarlijker en vaak dodelijk.

## Voortplanting en ontwikkeling
De eieren worden afgezet in de nabijheid van stromend water op stenen of planten. De larven zijn aquatisch en bevestigen zich met hun achterlijf op stenen onder water. Het voedsel wordt uit het water gezeefd met behulp van gespecialiseerde borstels rond de mond.

## Verspreiding en leefgebied
Deze familie komt wereldwijd voor op planten in de nabijheid van water. De larven leven in stromend water.

## Verspreiding van ziekten
Ze gedragen zich voor mensen nogal hinderlijk en zij verspreiden diverse infectieziekten zoals rivierblindheid in Afrika (door Simulium damnosum en S. neavei), in Midden-Amerika (S. callidum en S. metallicum) en in Midden- en Zuid-Amerika (S. ochraceum). In Europa zijn het verspreiders van het Schmallenbergvirus.

## Taxonomie en voorkomen in Nederland
In Nederland komen 17 soorten uit het geslacht Simulium voor.
Geslacht Simulium  Latreille, 1802
- Simulium angustipes Edwards, 1915
- Simulium argyreatum Meigen, 1838
- Simulium aureum Fries, 1824
- Simulium costatum Friedrichs, 1920
- Simulium cryophilum (Rubzov, 1959)
- Simulium equinum (Linnaeus, 1758)
- Simulium erythrocephala (De Geer, 1776)
- Simulium intermedium Roubaud, 1906
- Simulium latipes (Meigen, 1804)
- Simulium lundstromi (Enderlein, 1921)
- Simulium maculatum (Meigen, 1804)
- Simulium morsitans Edwards, 1915
- Simulium ornatum Meigen, 1818
- Simulium reptans (Linnaeus, 1758)
- Simulium rostratum (Lundström, 1911)
- Simulium trifasciatum Curtis, 1839
- Simulium verna Macquart, 1826

## Geslachten
(Indicatie van aantallen soorten per geslacht tussen haakjes)
- Cnephia Enderlein, 1921 (7)
- Ectemnia (2)
- Greniera (7)
- Gymnopais (5)
- Mayacnephia (2)
- Metacnephia (20)
- Parasimulium (3)
- Piezosimulium (1)
- Prosimulium (60)
- Simulium Latreille, 1802 (272)
- Stegopterna (4)
- Twinnia (4)